# リベリア独立国民愛国戦線

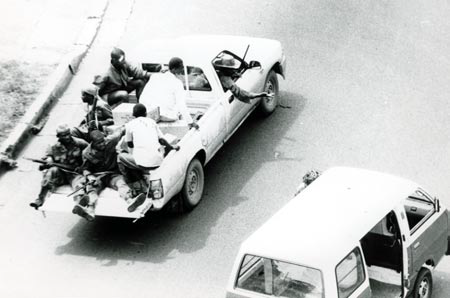
1990年に町が占領された後のモンロビアのINPLF軍

リベリア独立国民愛国戦（INPFL） (Independent National Patriotic Front of Liberia) は、プリンス・ジョンソンが結成したリベリアの武装組織。